# Tom Devriendt
Tom Devriendt (Veurne, Flandes Occidental, 29 d'octubre de 1991) és un ciclista belga, professional des del 2014 fins al 2024.

## Palmarès
- 2011
  - 1r al Dwars door de Antwerpse Kempen
- 2013
  - 1r al Gran Premi de la vila de Geluwe
- 2014
  - 1r l'Internatie Reningelst
  - Vencedor d'una etapa al North Star Grand Prix
- 2017
  - 1r al Circuit de Houtland
- 2019
  - Vencedor d'una etapa a la Volta a Àustria